# نقطه بی‌بازگشت (فیلم ۱۳۸۸)
فیلم نقطه بی‌بازگشت به کارگردانی سیروس رنجبر و تهیه‌کنندگی یوسف صمدزاده ساخته سال ۱۳۸۸ است.
- درباره زوج جوانی به نام های سهیل و سایه است که بعد از هفت سال تلاش و مقابله در برابر مخالفت های خانواده با هم ازدواج می کنند، اما در ماه عسل بر اثر اتفاقاتی دوباره از هم دور می افتند....